# 斐濟—印度尼西亞關係
斐濟－印度尼西亞關係指的是斐济和印度尼西亚之间的关系，两国外交关系于1974年建立，当时印度尼西亚对斐济的使团是由新西兰惠灵顿的印度尼西亚大使馆兼任的。2002年8月22日，印度尼西亚在斐济的苏瓦开设了大使馆。作为回报，斐济于2011年4月6日在雅加达开设了大使馆，该大使馆也负责斐济对新加坡的外交事务。

## 经济关系
虽然贸易额相对较小，2007年仅为3,600万美元，但印尼视斐济为进入南太平洋市场的潜在大门。印尼统计中心的数据显示，多年来一直享有贸易顺差的印尼，在贸易平衡方面极为有利。印度尼西亚对斐济的出口呈增长趋势，2006年达到1,863万美元，2007年达到1,874万美元，2008年达到2,2323万美元。
斐济人的日常需要主要依靠外国进口，因为这些产品当地并不生产。斐济主要与澳大利亚和新西兰进行贸易，印度尼西亚将此视为进入当地市场的机会。印尼对斐济的出口主要是纸张、纤维、纺织品、电气设备、家用电器和电子产品、家具、礼品和工艺品、时尚产品、方便食品、咖啡、洗发水、肥皂、洗涤剂、塑料、化学品、汽车和零部件，以及农业设备等日用产品。

## 合作、教育和援助
两国之间的关系最初以贸易部门为主。不过，两国同意将关系扩大到其他领域，包括旅游、商业和教育领域。斐济已经派出数十名学生到印尼的几所大学学习。2014年1月8日，印度尼西亚政府捐赠了100万斐济元（528,899美元），用于建立拟议的地区警察学院。该学院设在斐济，将培训来自五个美拉尼西亚先锋集团国家的警官。